# یانه رینیکاینن
یانه رینیکاینن (فنلاندی: Janne Reinikainen؛ زادهٔ ۱۰ مارس ۱۹۶۹) بازیگر اهل فنلاند است.
از فیلم‌هایی که وی در آن‌ها نقش داشته‌است، می‌توان به بَـدینگ اشاره نمود.